# Коньяк, Эрнест
Эрнест Коньяк (фр. Ernest Cognacq; 2 октября 1839 года, Сен-Мартен-де-Ре — 21 февраля 1928 года, Париж) — французский предприниматель, меценат.

## Биография
Сын ювелира. Рано остался сиротой. Начал заниматься розничной торговлей, когда ему было всего 12 лет, иначе он попросту умер бы с голоду. Торговал в различных магазинах в Ла-Рошели, Рошфоре и Бордо, с 15 лет — в Париже, где изначально не имел большого успеха.
После краткого пребывания в провинции, в 1856 году он во второй раз попытался начать дело в Париже.

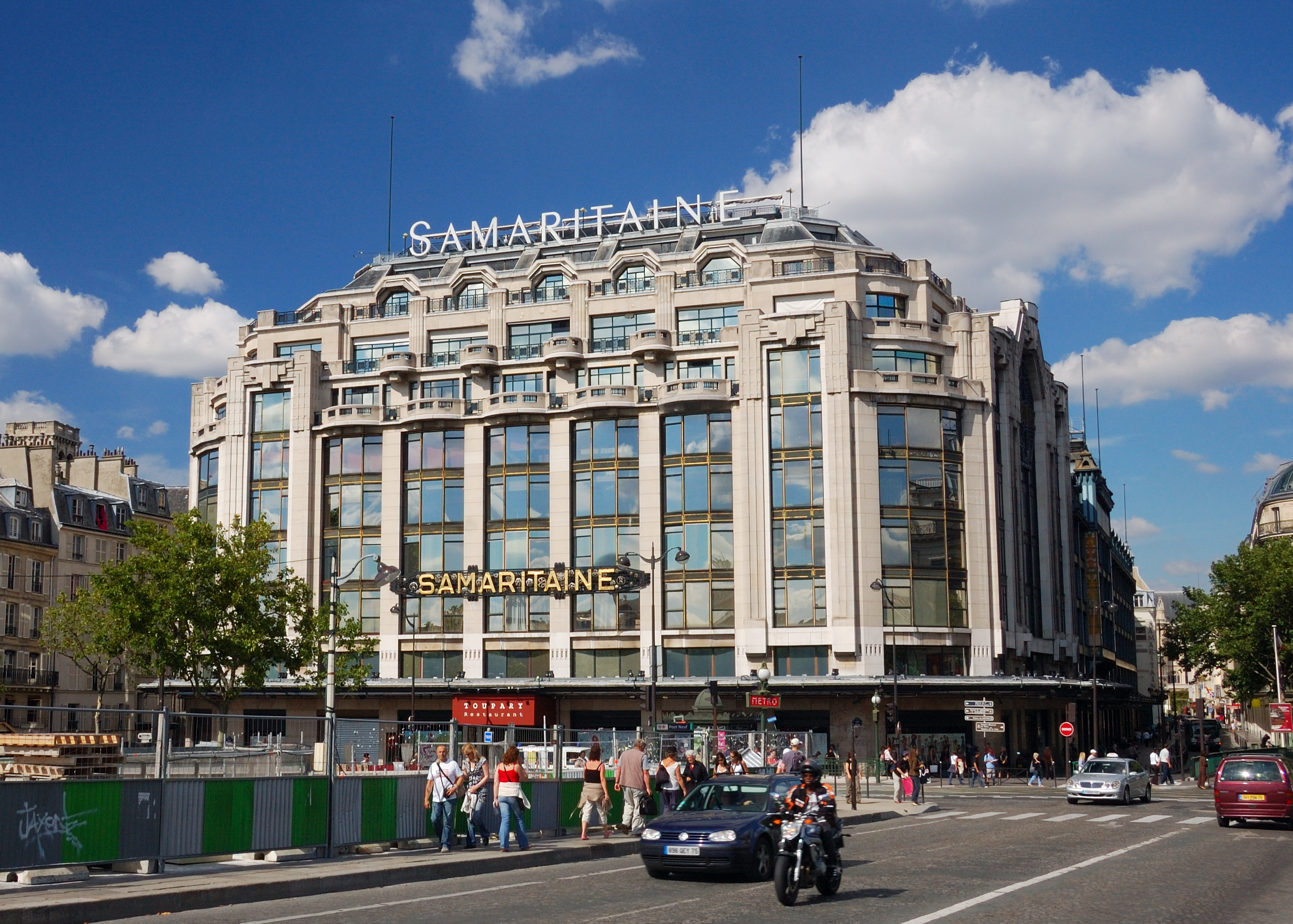
Вид на парижский универмаг «Самаритэн» с Пон-Нёф

Предпринимательская жилка дала о себе знать очень скоро, и, начав с торговли галстуками, Эрнест достиг серьёзного успеха и открыл целый универмаг.
Около 1870 года создал универмаг La Samaritaine. Э. Коньяк и его жена, Мари-Луиза Жэ, вдохновлённые примером Аристида Бусико, открывшего первый в мире универмаг «Au Bon Marché», что значит «по хорошей цене», тоже ввели у себя в магазине новаторские идеи. Это была и непривычная для того времени фиксированная цена, и возможность примерить одежду, прежде чем покупать её, — для этого были устроены примерочные комнаты.
Эрнест и Луиза вошли в историю Парижа не только созданием крупного универмага, они подарили городу свою коллекцию живописи, которую собирали в течение долгих лет. Сегодня она известна как Музей Коньяк-Жэ — на четырёх этажах здания выставлено более 1200 экспонатов, а вход в музей бесплатный.
Кроме того, Э. Коньяк также подарил родному городу Сен-Мартен-де-Ре часть коллекции живописи. Ныне это Муниципальный музей Эрнеста Коньяка.
В 1916 семейная пара основала действующий и сегодня фонд Fondation Cognacq-Jay.
Похоронен на кладбище Пасси в Париже.